# 福伊克斯河畔托雷利亚斯
福伊克斯河畔托雷利亚斯（西班牙語：Torrellas de Foix），是西班牙加泰罗尼亚巴塞罗那省的一个市镇。总面积37平方公里，总人口1713人（2001年），人口密度46人/平方公里。